# Untitled (Earthlings?)
Untitled is een ep van de band Earthlings?

## Tracklist
| Nr. | Titel                                   | Duur |
| --- | --------------------------------------- | ---- |
| 1   | Ground Control                          |      |
| 2   | I Could Be Wrong (But I Don't Think So) |      |
| 3   | Blue Moon                               |      |
| 4   | Lifeboat                                |      |
| 5   | Windsong                                |      |

## Bandleden
- Fred Drake
- Dave Catching
- Pete Stahl

## Overige medewerkers
- Mastering afgewezen versie door Kevin Gray (Future Disc).
- Mastering tweede versie door Ron McMaster (Capitol Mastering).